# Levi Randolph
Levi Leland Randolph Jr (ur. 3 października 1992 w Madison) – amerykański koszykarz, występujący na pozycjach rzucającego obrońcy lub niskiego skrzydłowego, obecnie zawodnik BC Ostenda. 
W 2011 został wybrany najlepszym zawodnikiem szkół średnich stanu Alabama (Alabama Gatorade Player of the Year). Wystąpił też w meczach gwiazd amerykańskich szkół średnich – All-American Championship, Derby Classic.
Przez lata występował w letniej lidze NBA. Reprezentował Oklahoma City Thunder (2015), Utah Jazz (2015), Memphis Grizzlies (2016), Philadelphia 76ers (2016), Minnesotę Timberwolves (2017), Orlando Magic (2017), Indianę Pacers (2018).
6 stycznia 2020 podpisał umowę z Cleveland Cavaliers na występy zarówno w NBA, jak i zespole G-League – Canton Charge. 13 stycznia opuścił klub. 
16 sierpnia 2021 dołączył do BC Ostenda. 

## Osiągnięcia
Stan na 20 sierpnia 2021, na podstawie, o ile nie zaznaczono inaczej.
NCAA
- Uczestnik rozgrywek turnieju:
  - NCAA (2012)
  - Portsmouth Invitational Tournament (2015)
- Laureat nagrody SEC Scholar-Athlete of the Year (2015)
- Zaliczony do:
  - I składu turnieju CBE Classic (2015)
  - II składu:
    - SEC (2015)
    - Academic All-American (2015)

Drużynowe
- Zdobywca Pucharu Francji (2018)
- Finalista Superpucharu Włoch (2016)

Reprezentacja
- Uczestnik kwalifikacji do mistrzostw Ameryki (2020)